# Vero (vigário)
Vero (em latim: Verus) foi um oficial romano do século IV, ativo durante o reinado dos imperadores Constantino (r. 308–337) e Licínio (r. 308–324) como um homem perfeitíssimo e vigário da África. Em 15 de fevereiro de 315, por estar doente, teve de ser substituído pelo procônsul Eliano no inquérito do bispo Félix de Abtúgno.